# Sedouikech
Sedouikech (arabe : سدويكش, en berbère Azdyouch) est un village tunisien du centre de l'île de Djerba, situé sur la route entre Houmt Souk et l'ancienne voie romaine reliant l'île au continent.
Il est avec Guellala, Ajim et Ouirsighen l'un des villages de Djerba où l'on parle encore berbère au quotidien.
Connu pour ses menzels typiques de l'île, son marché de poissons et ses ateliers de tissage de la laine, le centre commerçant a toujours été la place du marché autour de laquelle se sont développées progressivement sur les trois côtés une série de boutiques (hanout). De nos jours, l'extension du village se fait le long de la route principale menant à Houmt Souk.
Dans les environs de Sedouikech existe une mosquée souterraine, dite Jemaâ Louta, où les ibadites se réfugiaient pour pratiquer leur culte.